# Liste des évêques d'Aquino
Cette liste recense la liste des évêques qui se sont succédé sur le siège d'Aquino. En 1725, le diocèse de Pontecorvo est uni aeque principaliter au diocèse d'Aquino. En 1818, le diocèse de Sora est également uni aeque principaliter à Aquino et Pontecorvo. En 1986, les trois sièges sont pleinement unis et prend le nom de diocèse de Sora-Aquino-Pontecorvo. En 2014, le diocèse incorpore plusieurs paroisses appartenant à l'abbaye territoriale du Mont-Cassin ; à la suite de ce changement, le diocèse prend le nom de diocèse de Sora-Cassino-Aquino-Pontecorvo.

## Évêques d'Aquino
- Costantino (465-487)
- Asterio (501-502)
- Saint Constance d'Aquin (it) (546-574)
- Andrea (561-590)
- Giovino (mentionné en 577 et en 590)
  - Siège vacant
- Lorenzo (Xe siècle)
- Adelgesio (mentionné en 985)
- Angelo, O.S.B (1049-1059) déposé
- Martino, O.S.B (1060-1071)
- Leone (1073-1076)
- Lando Ier, O.S.B (?)
- Ingilberto (1101-1109)
- Azzo (mentionné en 1118)
- Guarino (mentionné en 1148)
- Rainaldo, O.S.B (documenté en 1156 et en 1192)
- Goffredo, O.S.B (?)
- Gregorio Ier, O.S.B.Vall (documenté en 1197 et en 1205)
- Gregorio II, O.S.B (documenté en 1206 et en 1221)
- Anonyme (mentionné en 1225, 1227, 1229 et 1234, peut-être Robert de Nantes)
- Lando II (mentionné en 1237)
- Pietro da Sant'Elia (1251-1271)
- Gentile (mentionné en 1274)
- Giovanni Ier, O.S.B (documenté en 1276 et en 1287)
- Bernardo, O.S.B (1294-1295), nommé évêque de Fano
- Guglielmo de Martinis (1295- ?)
- Lamberto, O.F.M (1297-1309)
- Tommaso (1309-1313)
- Leonardo (1313-1340)
- Giacomo Falconieri (1342-1348), nommé évêque de Bitonto
- Tommaso da Boiano, O.F.M (1349-1354)
- Guglielmo (1354- ?)
- Antonio di Pontecorvo (1360- ?)
- Giovanni II di Pontecorvo (1375-1380), déposé
- Antonio Arcioni (1380-1387), nommé évêque d'Ascoli Piceno
  - Lorenzo, O.F.M (1387-1388), antiévêque
  - Giovanni III (1388- ?), antiévêque
- Giacomo d'Antiochia (1387-1399), nommé évêque de Sora
- Giovanni III (1399- ?), pour la seconde fois
- Giacomo da Cave (1420-1424), nommé évêque de Spolète
- Francesco de Tedallinis, O.F.M (1424-1430)
- Luca Alberini (1430-1452)
- Antonio (1452- ?)
- Roberto Caracciolo, O.F.M (1475-1484), nommé évêque de Lecce
- Roberto Caracciolo, O.F.M (1485-1495), pour la seconde fois
  - Bernardino Lonati (1495-1495), administrateur apostolique
- Battista del Bufalo (1495-1513)
- Giacomo Gherardi (1513-1516)
- Mario Maffei (1516-1524), nommé évêque de Cavaillon
- Antonio De Corrago (1525-1528)
- Innico D'Avalos, O.S.B.Oliv (1528-1543)
- Galeazzo Florimonte (1543-1552), nommé évêque de Sessa Aurunca
- Adriano Fuscone (1552-1579)
- Giovanni Luigi Guarini (1579-1579)
- Flaminio Filonardi (1579-1608)
- Filippo Filonardi (1608-1615)
- Alessandro Filonardi (1615-1645)
- Angelo Maldachini, O.P (1645-1646), nommé évêque de San Severino Marche
- Francesco Antonio Depace (1646-1655)
- Marcello Filonardi (1655-1689)
- Giuseppe Ferrari (1690-1699)
- Giuseppe De Carolis (1699-1725), nommé évêque d'Aquino et Pontecorvo

## Évêques d'Aquino et de Pontecorvo
- Giuseppe De Carolis (1725-1742)
- Francesco Antonio Spadea (1742-1751)
- Giacinto Sardi (1751-1786)
  - Siège vacant (1786-1792)
- Antonio Siciliani (1792-1795)
  - Siège vacant (1795-1798)
- Giuseppe Maria De Mellis (1798-1814)
  - Siège vacant (1814-1818)

## Évêques d'Aquino, Sora et Pontecorvo
- Andrea Lucibello (1819-1836)
- Giuseppe Maria Mazzetti, O.Carm (1836-1838)
- Giuseppe Montieri (1838-1862)
  - Siège vacant (1862-1871)
- Paolo de Niquesa (1871-1879)
- Ignazio Persico, O.F.M.Cap (1879-1887), nommé archevêque titulaire de Damiette (de)
- Raffaele Sirolli (1887-1899)
- Luciano Bucci, O.F.M (1899-1900)
- Antonio Maria Iannotta (1900-1933)
- Agostino Mancinelli (1933-1936), nommé archevêque de Benevent
- Michele Fontevecchia (1936-1952)
- Biagio Musto (1952-1971)
- Carlo Minchiatti (1971-1982), nommé archevêque de Benevent
- Lorenzo Chiarinelli (1983-1986), nommé évêque de Sora-Aquino-Pontecorvo

## Évêques de Sora-Aquino-Pontecorvo
- Lorenzo Chiarinelli (1986-1993), nommé évêque d'Aversa
- Luca Brandolini, C.M (1993-2009)
- Filippo Iannone, O.Carm (2009-2012), nommé vice-gérent du diocèse de Rome
- Gerardo Antonazzo (2013-2014), nommé évêque de Sora-Cassino-Aquino-Pontecorvo

## Évêques de Sora-Cassino-Aquino-Pontecorvo
- Gerardo Antonazzo (depuis 2014)

## Sources
- http://www.catholic-hierarchy.org